# Unravel (bài hát của TK)
"unravel" là đĩa đơn solo đầu tiên của Tōru "TK" Kitajima, từ ban nhạc Ling tosite Sigure. "unravel" được phát hành vào ngày 23 tháng 7 năm 2014 bởi Sony Music Entertainment Japan.

## Sử dụng
"unravel" được sử dụng làm bài hát mở đầu cho bộ anime truyền hình Tokyo Ghoul.
Mary's Blood đã thu âm một phiên bản heavy metal của bài hát cho album cover năm 2020 Re>Animator của họ.
Tất cả các ca khúc được viết bởi TK.
| CD               | CD                               | CD         |
| STT              | Nhan đề                          | Thời lượng |
| ---------------- | -------------------------------- | ---------- |
| 1.               | "unravel"                        | 4:00       |
| 2.               | "Fu re te Fu re ru"              | 3:38       |
| 3.               | "Acoustic Installation"          | 6:04       |
| 4.               | "unravel" (bản phát truyền hình) | 1:30       |
| Tổng thời lượng: | Tổng thời lượng:                 | 15:10      |

## Ghi công và nhân sự
Lấy từ các dòng ghi chú bìa "unravel".

### Sản xuất
- TK – chuyển soạn, nhà sản xuất, kỹ sư thu âm, kỹ sư hòa âm
- Fumiaki Unehara – trợ lý kỹ thuật
- Ted Jensen – kỹ thuật viên hậu kỳ

## Xếp hạng
| Bảng Xếp Hạng (2018)          | Vị trí </br> cao nhất |
| ----------------------------- | --------------------- |
| Japan Weekly Singles (Oricon) | 9                     |
| Japan Hot 100 (Billboard)     | 6                     |

## Chứng nhận và doanh số
| Quốc gia                                 | Chứng nhận | Số đơn vị/doanh số chứng nhận |
| ---------------------------------------- | ---------- | ----------------------------- |
| Japan Physical                           | —          | 10.112                        |
| Nhật Bản (RIAJ) Digital                  | Bạch kim   | 250.000*                      |
| * Chứng nhận dựa theo doanh số tiêu thụ. |            |                               |

## Giải thưởng và đề cử
| Năm  | Giải thưởng thưởng   | Hạng mục                   | Tác phẩm/người đề cử                | Kết quả |
| ---- | -------------------- | -------------------------- | ----------------------------------- | ------- |
| 2015 | Newtype Anime Awards | Bài hát nhạc hiệu hay nhất | "unravel" (từ bộ anime Tokyo Ghoul) | hạng 9  |